# 培石乡
培石乡，是中华人民共和国重庆市巫山县下辖的一个乡镇级行政单位。

## 行政区划
培石乡下辖以下地区：
培石社区、中南村、黄龙村、鹿圈村、葫芦村和读书村。